# NSB 69
Электропоезд NSB 69 (норв. NSB type 69) — электропоезд, эксплуатирующийся в Норвегии с 1971 года как на региональных железнодорожных линиях, так и на средних и дальних по протяжённости маршрутах. Все электропоезда построены на заводе Strømmens Værksted.

## История создания
В 1960-е годы администрация Norges Statsbaner поняла, что для эксплуатации требуется новое поколение электропоездов, которые могли бы эффективно обслуживать местные линии. Имевшиеся в эксплуатации серии NSB 65, NSB 67 и NSB 68 строились на протяжении около 30 лет без привнесения серьёзных изменений в конструкции, меж тем требовались бо́льшие скорости, требовалось улучшить комфорт в салоне. Увеличение скоростей позволило бы уменьшить число поездов, занятых на линии, сократило бы время перевозки.

## Факты
В 1999 году Norges Statsbaner приняли участие в обёрточной рекламе шоколада «Freia Melkesjokolade» путём размещения рекламы на трёх электропоездах NSB 69, однако спустя некоторое время с поездов рекламу убрали.